# کوارنر
کوارنر (انگلیسی: Kværner) شرکت صنایع سنگین نروژی است، که در سال ۱۸۵۳ تأسیس شد.